# Saison 1977-1978 du Stade lavallois
Chronologie
Saison précédente Saison suivante
La saison 1977-1978 du Stade lavallois est la 76e saison de l'histoire du club. Le club est engagé dans deux compétitions : la Division 1 (2e participation) et la Coupe de France.

## Résumé de la saison
L'équipe est assez différente de la saison précédente. Contrairement au Championnat de France amateur et à celui de Deuxième division, où l'effectif était assez stable, le statut professionnel change la donne : les joueurs signent des contrats dont la durée varie entre un et quatre ans. Un avenant stipulait souvent dans les contrats longs que les deux parties peuvent être d'accord pour une rupture sous condition du rachat du contrat associé. Un joueur, qui avait signé quatre ans, pouvait quitter le club s'il obtenait des conditions intéressantes d'un autre club, qui rachetait alors le contrat.
Compte tenu de la conclusion de la saison précédentes, l'équipe est préparée pour ne pas rater son départ en championnat. Néanmoins, le premier match à Strasbourg se solde par une importante défaite sur le score de 6 à 2. L'équilibre est de retour au 2e match où Valenciennes est battu 2 à 1. Mis en confiance, le Stade lavallois crée l'exploit en s'imposant au Stade Vélodrome de Marseille par le score de 1 à 0, par un but de Martínez. C'est une surprise saluée par la totalité de la presse sportive française. L'équipe continue sur sa lancée et défait l'Olympique lyonnais par 1 à 0.
Après les quatre premiers matchs, le Stade lavallois est 3e à deux points du premier : Monaco. Deux matchs nuls contre Rouen et Nantes consolident cette position. C'est ensuite la défaite subie à Metz qui est durement ressentie : par injustice, et aussi par le décès du gardien de but Richard Nowacki.
Les Lavallois reprennent la compétition avec une ardeur décuplée. Nimes est battu 2 à 1 à domicile. Après le 8e match, l'équipe est installée à la 3e place à égalité avec Sochaux et Saint-Étienne, et à trois points des deux premiers : Monaco et Nice. Le 1er décembre, grande soirée à domicile, l'équipe défait à nouveau Marseille par 2 à 1.
Néanmoins, la phase hivernale est difficile. Les Lavallois reviennent à la dure réalité après une défaite contre Lyon 5 à 0. Ils sont défaits aussi quelques semaines plus tard en Coupe de France contre Angoulême. Les Stadistes étaient désormais attendus de pied ferme par leurs adversaires, au même titre que les grands clubs de la Division 1. La fin de saison est beaucoup moins euphorique. Battus lors du dernier match par Strasbourg 3 à 2, ils se classent 10e avec 37 points. Le bilan de la saison est donc satisfaisant.
Durant le mois de mai, les Lavallois jouent six matches de Coupe d'été, une édition spéciale de la Coupe Intertoto, face à Utrecht, Videoton et La Louvière. Les organismes sont fatigués et le bilan de la compétition est de cinq défaites et un match nul.

## Effectif et encadrement

### Transferts
| Nom                     | Nationalité | Poste     | Transfert | Provenance/Destination  | Division                |
| ----------------------- | ----------- | --------- | --------- | ----------------------- | ----------------------- |
| Arrivées                |             |           |           |                         |                         |
| Claude Coumba           | France      | Défenseur |           | US Valenciennes Anzin   | Division 1 (D1)         |
| Hervé Gauthier          | France      | Défenseur |           | Lille OSC               | Division 1 (D1)         |
| César-Augusto Laraignée | Argentine   | Défenseur |           | Stade de Reims          | Division 1 (D1)         |
| Christian Roque         | France      | Défenseur |           | AJ Auxerre              | Division 2 - A (D2)     |
| Bernard Simondi         | France      | Défenseur |           | SC Toulon               | Division 2 - A (D2)     |
| Claude Le Roy           | France      | Milieu    |           | Olympique avignonnais   | Division 2 - A (D2)     |
| Christophe Sagna        | Sénégal     | Milieu    |           | CS Penmarc'h            | Division 3 - Ouest (D3) |
| Roger Marette           | France      | Attaquant |           | FC Lorient              | Division 2 - B (D2)     |
| Joaquim Martínez        | Argentine   | Attaquant |           | US Toulouse             | Division 2 - A (D2)     |
| Départs                 |             |           |           |                         |                         |
| André Clair             | France      | Défenseur |           | US du Mans              |                         |
| Hervé Gorce             | France      | Défenseur |           | US Dunkerque            | Division 2 - B (D2)     |
| Branislav Kostić        | Yougoslavie | Défenseur |           | Amicale de Lucé         | Division 2 - B (D2)     |
| Patrick Papin           | France      | Défenseur |           | Paris FC                | Division 2 - A (D2)     |
| Ignacio Prieto          | Chili       | Défenseur |           | CD Universidad Católica | Primera División (D1)   |
| Éric Bedouet            | France      | Milieu    |           | RCFC Besançon           | Division 2 - A (D2)     |
| Jacky Lemée             | France      | Milieu    |           | US Orléans              | Division 2 - B (D2)     |
| Jacques Leroyer         | France      | Milieu    |           |                         |                         |
| Francis Smerecki        | France      | Milieu    |           | Paris FC                | Division 2 - A (D2)     |
| Éric Lhoste             | France      | Attaquant |           | Paris FC                | Division 2 - A (D2)     |
| Jacky Vergnes           | France      | Attaquant |           | RC Strasbourg           | Division 1 (D1)         |

| Nom         | Nationalité | Poste     | Transfert | Provenance/Destination | Division            |
| ----------- | ----------- | --------- | --------- | ---------------------- | ------------------- |
| Arrivées    |             |           |           |                        |                     |
| Éric Lhoste | France      | Attaquant | (janvier) | Paris FC               | Division 2 - A (D2) |

## Matchs de la saison

### Division 1
| Date                       | Journée | Adversaire               | Lieu | Score | Buteurs du club                      | Class. | Affluence |
| -------------------------- | ------- | ------------------------ | ---- | ----- | ------------------------------------ | ------ | --------- |
| Mercredi 3 août 1977       | J01     | RC Strasbourg            | Ext. | 2 - 6 | Gauthier 52e, Keruzoré 53e           |        | 19.471    |
| Mardi 9 août 1977          | J02     | US Valenciennes-Anzin    | Dom. | 3 - 1 | Coumba 17e, Martínez 22e, Le Roy 25e |        | 8.431     |
| Mardi 16 août 1977         | J03     | Olympique de Marseille   | Ext. | 1 - 0 | Martínez 85e                         |        | 26.689    |
| Vendredi 19 août 1977      | J04     | Olympique lyonnais       | Dom. | 1 - 0 | Cougé 7e                             |        | 13.606    |
| Mardi 30 août 1977         | J05     | FC Rouen                 | Ext. | 1 - 1 | Camara 89e                           |        | 15.473    |
| Vendredi 2 septembre 1977  | J06     | FC Nantes                | Dom. | 1 - 1 | Keruzoré 75e                         |        | 17.390    |
| Vendredi 9 septembre 1977  | J07     | FC Metz                  | Ext. | 0 - 1 | -                                    |        | 12.045    |
| Samedi 17 septembre 1977   | J08     | Nîmes Olympique          | Dom. | 2 - 1 | Di Caro 40e, Marette 43e             |        | 9.136     |
| Vendredi 23 septembre 1977 | J09     | Troyes AF                | Ext. | 0 - 0 | -                                    |        | 6.283     |
| Samedi 1er octobre 1977    | J10     | FC Sochaux-Montbéliard   | Dom. | 3 - 1 | Le Roy 22e, Camara 85e 89e           |        | 9.650     |
| Mardi 11 octobre 1977      | J11     | OGC Nice                 | Ext. | 2 - 4 | Martínez 15e 88e                     |        | 11.196    |
| Vendredi 14 octobre 1977   | J12     | RC Lens                  | Ext. | 1 - 1 | Keruzoré 85e                         |        | 12.276    |
| Samedi 22 octobre 1977     | J13     | AS Saint-Étienne         | Dom. | 1 - 0 | Di Caro 53e                          |        | 19.631    |
| Vendredi 28 octobre 1977   | J14     | Paris Saint-Germain FC   | Ext. | 2 - 2 | Camara 61e, Di Caro 67e              |        | 22.584    |
| Samedi 12 novembre 1977    | J16     | SEC Bastia               | Ext. | 0 - 1 | -                                    |        | 2.901     |
| Samedi 19 novembre 1977    | J17     | AS Nancy-Lorraine        | Dom. | 1 - 2 | Camara 71e                           |        | 9.873     |
| Samedi 26 novembre 1977    | J18     | FC Girondins de Bordeaux | Ext. | 1 - 1 | Martínez 90e                         |        | 3.817     |
| Samedi 3 décembre 1977     | J20     | US Valenciennes-Anzin    | Ext. | 3 - 2 | Martínez 84e 86e, Sagna 89e          |        | 3.029     |
| Samedi 10 décembre 1977    | J21     | Olympique de Marseille   | Dom. | 2 - 1 | Di Caro 37e, Martínez 73e            |        | 9.702     |
| Mercredi 14 décembre 1977  | J15     | AS Monaco FC             | Dom. | 0 - 0 | -                                    |        | 11.226    |
| Dimanche 18 décembre 1977  | J22     | Olympique lyonnais       | Ext. | 0 - 5 | -                                    |        | 6.299     |
| Samedi 7 janvier 1978      | J23     | FC Rouen                 | Dom. | 3 - 0 | Camara 55e, Cougé 62e, Lechantre 85e |        | 5.636     |
| Samedi 14 janvier 1978     | J24     | FC Nantes                | Ext. | 1 - 3 | Lechantre 65e                        |        | 17.850    |
| Mercredi 18 janvier 1978   | J19     | Stade de Reims           | Dom. | 2 - 0 | Camara 44e, Lechantre 72e            |        | 6.779     |
| Samedi 21 janvier 1978     | J25     | FC Metz                  | Dom. | 3 - 0 | Di Caro 46e 83e, Keruzoré 87e        |        | 5.794     |
| Vendredi 3 février 1978    | J26     | Nîmes Olympique          | Ext. | 0 - 1 | -                                    |        | 2.538     |
| Samedi 11 février 1978     | J27     | Troyes AF                | Dom. | 2 - 1 | Camara 26e 47e                       |        | 4.390     |
| Mercredi 15 février 1978   | J28     | FC Sochaux-Montbéliard   | Ext. | 1 - 4 | Di Caro 45e                          |        | 2.597     |
| Samedi 4 mars 1978         | J30     | RC Lens                  | Dom. | 2 - 0 | Di Caro 32e 76e, Camara 58e          |        | 7.476     |
| Samedi 11 mars 1978        | J31     | AS Saint-Étienne         | Ext. | 0 - 1 | -                                    |        | 18.752    |
| Mardi 14 mars 1978         | J29     | OGC Nice                 | Dom. | 2 - 0 | Sagna 65e, Keruzoré 80e              |        | 9.063     |
| Samedi 25 mars 1978        | J32     | Paris Saint-Germain FC   | Dom. | 1 - 2 | Keruzoré 35e                         |        | 7.971     |
| Mercredi 5 avril 1978      | J33     | AS Monaco FC             | Ext. | 0 - 4 | -                                    |        | 3.122     |
| Samedi 8 avril 1978        | J34     | SEC Bastia               | Dom. | 0 - 1 | -                                    |        | 12.721    |
| Vendredi 21 avril 1978     | J35     | AS Nancy-Lorraine        | Ext. | 0 - 3 | -                                    |        | 5.295     |
| Mardi 25 avril 1978        | J36     | FC Girondins de Bordeaux | Dom. | 2 - 1 | Martínez 1re, Di Caro 57e            |        | 4.625     |
| Vendredi 28 avril 1978     | J37     | Stade de Reims           | Ext. | 1 - 3 | Martínez 1re                         |        | 8.783     |
| Mardi 2 mai 1978           | J38     | RC Strasbourg            | Dom. | 2 - 3 | Martínez 6e, Camara 15e              | 10     | 10.149    |

| Rang | Équipe                   | Pts | J  | G  | N  | P  | Bp | Bc | Diff |
| ---- | ------------------------ | --- | -- | -- | -- | -- | -- | -- | ---- |
| 1    | AS Monaco FC P           | 53  | 38 | 22 | 9  | 7  | 79 | 46 | +33  |
| 2    | FC Nantes T              | 52  | 38 | 21 | 10 | 7  | 60 | 26 | +34  |
| 3    | RC Strasbourg P          | 50  | 38 | 19 | 12 | 7  | 70 | 40 | +30  |
| 4    | Olympique de Marseille   | 47  | 38 | 20 | 7  | 11 | 70 | 41 | +29  |
| 5    | SEC Bastia               | 44  | 38 | 19 | 6  | 13 | 62 | 44 | +18  |
| 6    | AS Nancy-Lorraine C      | 43  | 38 | 17 | 9  | 12 | 63 | 49 | +14  |
| 7    | AS Saint-Étienne         | 42  | 38 | 18 | 6  | 14 | 50 | 49 | +1   |
| 8    | OGC Nice                 | 41  | 38 | 17 | 7  | 10 | 72 | 70 | +2   |
| 9    | FC Sochaux-Montbéliard   | 40  | 38 | 15 | 10 | 13 | 65 | 54 | +11  |
| 10   | Stade lavallois          | 37  | 38 | 15 | 7  | 16 | 50 | 58 | -8   |
| 11   | Paris-Saint-Germain FC   | 36  | 38 | 14 | 8  | 16 | 75 | 66 | +9   |
| 12   | FC Metz                  | 35  | 38 | 13 | 9  | 16 | 41 | 57 | -16  |
| 13   | Nîmes Olympique          | 33  | 38 | 11 | 11 | 16 | 49 | 63 | -14  |
| 14   | US Valenciennes-Anzin    | 32  | 38 | 11 | 10 | 17 | 48 | 58 | -10  |
| 15   | Stade de Reims           | 32  | 38 | 11 | 10 | 17 | 42 | 55 | -13  |
| 16   | FC Girondins de Bordeaux | 32  | 38 | 12 | 8  | 18 | 46 | 69 | -23  |
| 17   | Olympique lyonnais       | 31  | 38 | 12 | 7  | 19 | 56 | 59 | -3   |
| 18   | RC Lens                  | 31  | 38 | 12 | 7  | 19 | 56 | 71 | -15  |
| 19   | Troyes AF                | 31  | 38 | 11 | 9  | 18 | 41 | 69 | -28  |
| 20   | FC Rouen P               | 18  | 38 | 6  | 6  | 26 | 40 | 91 | -51  |

Qualifications européennes
- Qualifié pour la C1
- Qualifié pour la C2
- Qualifié pour la C3

Relégations
Abréviations
- T : Tenant du titre
- C : Vainqueur de la Coupe de France 1977-1978
- P : Promus de Division 2

### Coupe de France
| Date                   | Tour            | Adversaire  | Niveau    | Lieu   | Score | Buteurs du club | Affluence |
| ---------------------- | --------------- | ----------- | --------- | ------ | ----- | --------------- | --------- |
| Samedi 28 janvier 1978 | 1/32e de finale | US Toulouse | D2-A (D2) | Neutre | 1 - 3 | Lhoste 78e      | 1.667     |

### Coupe d'Europe d'été
Du 11 au 28 mai 1978, le Stade lavallois participe à la Coupe d'été 1978, une édition spéciale de la Coupe Intertoto jouée entre la fin des championnats et le début de la Coupe du monde. Laval est dans le groupe 7. Six matches aller-retour sont disputés face au FC Utrecht, au Videoton SC et à l'AA La Louvière.
| Rang | Équipe          | Pts | J | G | N | P | Bp | Bc | Diff |  | Résultats (▼ dom., ► ext.) |     |     |     |     |
| ---- | --------------- | --- | - | - | - | - | -- | -- | ---- |  | -------------------------- | --- | --- | --- | --- |
| 1    | FC Utrecht      | 9   | 6 | 3 | 3 | 0 | 12 | 6  | +6   |  | FC Utrecht                 |     | 3-3 | 5-1 | 1-0 |
| 2    | Videoton SC     | 7   | 6 | 3 | 1 | 2 | 13 | 8  | +5   |  | Videoton SC                | 0-1 |     | 6-1 | 2-1 |
| 3    | AA La Louvière  | 7   | 6 | 3 | 1 | 2 | 11 | 13 | -2   |  | AA La Louvière             | 1-1 | 1-0 |     | 3-0 |
| 4    | Stade lavallois | 1   | 6 | 0 | 1 | 5 | 4  | 13 | -9   |  | Stade lavallois            | 1-1 | 1-2 | 1-4 |     |

## Statistiques

### Statistiques collectives
| Compétition     | Débute au tour  | Termine         | Matches joués | Gagnés | Nuls | Perdus | Buts pour | Buts contre | Différence |
| --------------- | --------------- | --------------- | ------------- | ------ | ---- | ------ | --------- | ----------- | ---------- |
| Division 1      | -               | 10e             | 38            | 15     | 7    | 16     | 50        | 58          | -8         |
| Coupe de France | 1/32e de finale | 1/32e de finale | 1             | 0      | 0    | 1      | 1         | 3           | -2         |
| Total           | -               | -               | 39            | 16     | 7    | 17     | 51        | 61          | -10        |

### Buteurs
| N° | Pos. | Nat. | Nom               | Division 1 | Coupe de France | Total |
| -- | ---- | ---- | ----------------- | ---------- | --------------- | ----- |
|    | A    |      | Souleymane Camara | 11         | -               | 11    |
|    | A    |      | Joaquim Martínez  | 11         | -               | 11    |
|    | A    |      | Ange Di Caro      | 10         | -               | 10    |
|    | M    |      | Raymond Keruzoré  | 6          | -               | 6     |
|    | A    |      | Pierre Lechantre  | 3          | -               | 3     |
|    | M    |      | Michel Cougé      | 2          | -               | 2     |
|    | A    |      | Claude Le Roy     | 2          | -               | 2     |
|    | M    |      | Christophe Sagna  | 2          | -               | 2     |
|    | M    |      | Claude Coumba     | 1          | -               | 1     |
|    | M    |      | Hervé Gauthier    | 1          | -               | 1     |
|    | A    |      | Éric Lhoste       | -          | 1               | 1     |
|    | A    |      | Roger Marette     | 1          | -               | 1     |
|    |      |      | Total             | 50         | 1               | 51    |

## Affluences
L'affluence à domicile du Stade lavallois atteint un total de 183 249 spectateurs en 19 rencontres de Division 1, soit une moyenne de 9 645/match.
Affluence du Stade lavallois à domicile